# Gotthard

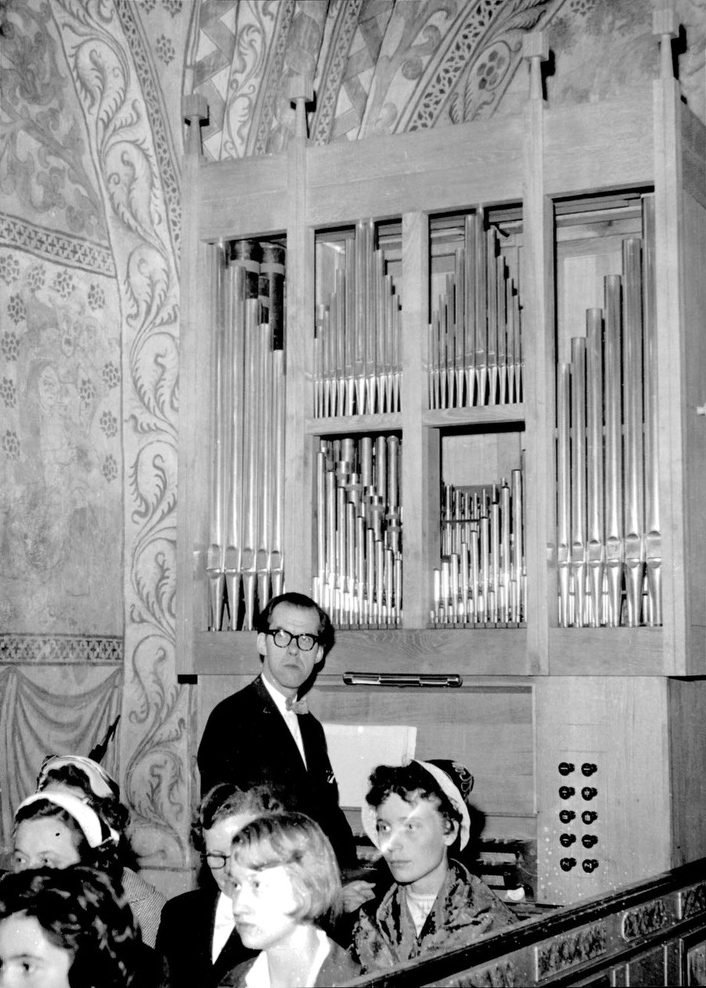
Gotthard Arnér, 1957

Mansnamnet Gotthard är forntyskt och sammansatt av ord med betydelsen Gud och hård. I almanackan finns namnet till minne av Sankt Godehard en biskop på 1000-talet, Sankt Gotthard. Sankt Gotthardspasset i Alperna som är uppkallat efter honom.
Gotthard hade en viss popularitet kring förra sekelskiftet, men numera är det nästan inga pojkar som får namnet som tilltalsnamn.
31 december 2009 fanns det totalt 1292 personer i Sverige med namnet, varav 70 med det som tilltalsnamn. År 2003 fick 2 pojkar namnet, men ingen fick det som tilltalsnamn.
Senast en pojke föddes med namnet som tilltalsnamn var år 1997.
Namnsdag: 5 maj, (under perioden 1993-2000: 15 december).

## Personer med namnet Gotthard
- Gotthard Arnér, organist
- Gotthard Heinrici, tysk general
- Gotthard Wilhelm Marcks von Würtenberg, fältmarskalk
- Gotthard Virdestam, historiker
- Gotthard Werner, konstnär